# Mardaing
Der Mardaing ist ein kleiner Fluss im Südwesten von Frankreich, der im Département Hautes-Pyrénées der Region Okzitanien westlich der Stadt Tarbes verläuft.

## Geografie

### Verlauf
Der Mardaing entspringt im Waldgebiet Forêt d’Ossun im Nordwesten der Gemeinde Bartrès, entwässert generell Richtung Nordnordost durch die historische Provinz Bigorre und mündet nach rund 19 Kilometern im Gemeindegebiet von Bordères-sur-l’Échez als rechter Nebenfluss in den Souy.

### Durchquerte Gemeinden
(Reihenfolge in Fließrichtung)
- Bartrès
- Ossun
- Azereix
- Ibos
- Bordères-sur-l’Échez